# Hiroshi Teshigahara
Hiroshi Teshigahara (Japans: 勅使河原 宏 Teshigahara Hiroshi) (Chiyoda (Tokio), 28 januari 1927 – Tokio, 14 april 2001) was een Japans filmmaker.
In 1950 studeerde hij af aan de Tokyo National University of Fine Arts and Music en in 1964 richtte hij zijn eigen filmmaatschappij op. Voor een aantal films werkte hij samen met de schrijver Kobo Abe en de componist Toru Takemitsu, waaronder voor zijn wellicht bekendste film, Woman in the Dunes, die in 1964 een speciale juryprijs op het Filmfestival van Cannes kreeg toegekend.
Teshigahara was een veelzijdig avant-garde kunstenaar. Naast filmregisseur was hij onder meer ook beeldhouwer, schilder, schrijver, operaregisseur en binnenhuisarchitect. Zijn vader was Sofu Teshigahara, Japans meest vooraanstaande Ikebana beoefenaar.

## Geselecteerde filmografie
- José Torres (1959)
- Pitfall (おとし穴, Otoshiana) (1962)
- Woman in the Dunes (砂の女, Suna no onna) (1964)
- The Face of Another (他人の顔, Tanin no kao) (1966)
- The Ruined Map (燃えつきた地図, Moetsukita chizu) (1968)
- Summer Soldiers (サマー・ソルジャー, Sama soruja) (1972)
- Antonio Gaudí  (アントニー・ガウディー) (1984)
- Rikyu (利休) (1989)
- Princess Goh (豪姫, Goh-hime) (1992)